# گابلین (گروه موسیقی)
گابلین (ایتالیایی: Goblin) گروه موسیقی پراگرسیو راک ایتالیایی است که بیشتر به خاطر آثارش در زمینهٔ موسیقی فیلم مشهور است.
مشهورترین کارهای گروه در همکاری با داریو آرجنتو در دو فیلم قرمز تیره و سوسپیریا رقم خورده‌است.
از فیلم‌های دیگری که این گروه در ساخت موسیقی آن نقش داشته‌اند، می‌توان به ایتالیای کوچک و آن‌سوی تاریکی اشاره کرد.